# Das Museum der gestohlenen Erinnerungen
Das Museum der gestohlenen Erinnerungen ist ein Fantasy-Roman, der von Ralf Isau verfasst wurde. Das Buch erschien am 1. Januar 1997 beim Thienemann Verlag, umfasst 673 Seiten (zzgl. Nachwort und Epilog) und ist für Kinder ab 13 Jahren geeignet.

## Inhalt
Als die Zwillinge Oliver und Jessica Pollock aus dem Ferienlager wiederkommen, steht die Polizei vor ihrer Tür, die ihren Vater sucht. Zudem fehlt eine wichtige Statue aus dem Pergamonmuseum in Berlin und da Thomas Pollock, der Vater, als Nachtwächter in diesem Museum gearbeitet hat, fällt der Verdacht auf ihn. Jedoch können sich die beiden gar nicht an ihren Vater erinnern, obwohl ihnen bewusst ist, dass jedes Kind Eltern hat. Die Zwillinge beschließen ihn zu suchen und entdecken auf dem Dachboden neben alten Fotos auch ein Tagebuch von Thomas. In diesem steht, er habe den Verdacht, dass Xexano, der Herrscher der verlorenen Erinnerungen, auf die Erde zurückkehren wird, um den Menschen die Erinnerungen zu stehlen. Somit würde er die Weltherrschaft an sich reißen. Die Geschwister vermuten, dass Xexano ihren Vater entführt hat, und entdecken einen weiteren Hinweis in dem Tagebuch, denn das Tor nach Quassinja, die Welt der verlorenen Erinnerungen, soll ein babylonisches Tor im Museum sein. Die beiden beschließen, dass Jessica zurückbleiben soll, um nach weiteren babylonischen Quellen und dem Geheimnis Xexanos zu suchen, während Oliver in die „Parallelwelt“ reist. Dort erlebt er viele Abenteuer und steht vor vielen schwierigen Hindernissen. Er findet aber auch Freunde, die ihm helfen. Die beiden stehen sehr unter Zeitdruck, da immer mehr Menschen in der „realen Welt“ ihre Erinnerungen verlieren. Zum Schluss gelingt es Oliver und Jessica aber doch, Thomas Pollock zu befreien, und Xexanos Plan, über die Erde zu herrschen, zu vereiteln.

## Preise und Auszeichnungen
- Buch des Jahres 1998 (JuBuCrew Göttingen)
- Buch des Monats Februar 1998 (JuBuCrew Göttingen)
- Gefördert von Goethe-Institut Inter Nationes
- Bestes Jugendbuch 1997 im Kanon von Nicola Bardola
- „Buxtehuder Bulle“ für das beste Jugendbuch des Jahres 1997